# Vladimír Hloch
Vladimír Karel Hloch (1. září 1900 Královské Vinohrady – 21. října 1989 Praha) byl český hudební kritik, divadelní referent, autor libret, prózy, národohospodářský a vodohospodářský publicista.

## Biografie
Narodil se na Královských Vinohradech u Prahy a studoval filozofii, přírodní vědy, práva a zemědělství. Za dob studií také začal s prvními literárními pokusy, které vycházely v časopisech. Později vystřídal množství povolání (rozhlasový hlasatel, redaktor, literární a hudební kritik) a podnikl několik studijních cest do ciziny.
Po básnické prvotině Cestou k zrání (1936) začal - ještě před válkou - vydávat v Čapkově časopise Světozor povídky s tematikou vodních profesí, života na řece i na moři, které dramatickou formou podávaly skutečné události, které Hloch sám zažil nebo znal z doslechu. V roce 1944 vyšly povídky uceleně pod titulem Chléb na vodách. Kniha byla ve své době společností dobře přijata, přestože byla nacistickými cenzory mírně omezena na rozsahu. Svým reportážním stylem byla přirovnávána k pracím bratří Čapků. Druhé, poválečné vydání z roku 1946 pak bylo doplněno o jednu povídku, která prve vyjít nemohla, a vlastenecky laděný doslov.
Jeho životní partnerkou byla hudební skladatelka Sláva Vorlová.

## Literární dílo
- Cestou k zrání (1936)
- Chléb na vodách (1944, rozšířená reedice 1946)
- Svolávání stráží (1947)